# Almas de la Medianoche
Almas de la Media Noche (conocida en inglés como Midnight Souls o Souls of Midnight) es una película hondureña de terror de 2002 escrita y dirigida por Juan Carlos Fanconi. Entre el reparto de actores se encuentran Juan Fernando Lobo, Reynaldo Melara, Lourdes Pineda, Víctor Manuel Pineda, Maritza Perdomo, Pascal Weiss, Mario Jaén, Felipe Acosta y José Luis López.

## Antecedentes
En la república de Honduras, existen los descendientes de la cultura mesoamericana los Lencas, la cual está ubicada en los Departamentos de: Intibucá, La Paz, Lempira, Santa Bárbara, Comayagua, Francisco Morazán y Valle; con alrededor de 100 comunidades autóctonas. Su religión politeísta, se basa en la tradición hereditaria Lenca y del traslape-asimilación del catolicismo español colonial y creencias prehispánicas, "Nagualismo" y "Shamanismo".
La leyenda "Almas de la Media Noche" nace de la guerra de creencias de la mitología Lenca, que ocurre cuando los misioneros católicos españoles intentan prohibir que los indígenas realicen sus ceremonias y rituales ancestrales, dedicadas a la idiosincrasia natural. Un "Shaman" al verse acorralado al no aceptar la nueva religión cristiana, llama a espíritus de la noche y abre una puerta dimensional, entre este mundo y el infierno, del cual surgen más demonios, para llevarse las "almas" de los mortales.

## Trama de la película
Dentro del territorio de "los Lencas" existe un poblado llamado "Cruz Blanca" cercano al Lago de Yojoa y de otro poblado "Agua Azul". Aquí en "Cruz Blanca" suceden sucesos extraños y es motivo de pánico, ya que la creencia popular, hablaba de una leyenda sucedida durante la colonia. Es cuando el periodista Mauricio L. Sanchéz se dispone a investigar tales acontecimientos y en el mes de abril de 1987 parte para aquella zona, de la cual nunca regresaría, ya que su cuerpo fue encontrado sin vida, junto a un coche de Patrulla de la Policía Nacional y sus dos agentes; y, el misterio continuo.
En el año 2000 un extraño profesor, de nombre: Eduardo Zola, aparece como nuevo catedrático en la "Facultad de Periodismo" de la Universidad Nacional Autónoma de Honduras y este encarga en el último parcial a sus alumnos que investiguen la causa y motivo de la muerte del periodista Mauricio L. Sanchéz en 1987. así un grupo de jóvenes de buena posición social, se disponen a realizar tal tarea y obtenerse los puntos. Previamente Alex uno de los estudiantes, mientras investiga en la web, descubre un código escondido dentro de una leyenda Hondureña, sus claves son: "EHCON", "AIDEM" Y "SAMLA" terminando la leyenda, con el versículo bíblico de Apocalipsis, 3:7. Los jóvenes e ingenuos estudiantes, marchan al lugar de "Cruz Blanca" cercana al Lago de Yojoa y lo que descubren en esa noche les llena de terror, escalofríos y su misma muerte, sobreviviendo únicamente aquel que descubrió las claves del código y que más tarde será transportado a la misma dimensión que sus amigos...
"Y escribe el Ángel de la Iglesia que está en Filadelfia: El santo y verdadero que tiene la llave de David: que abre y ninguno cierra; que cierra y ninguno abre, dice estas cosas" Apocalipsis 3:7 Sustraído de las Sagradas Escrituras. (1569)

## Reparto
- Juan Fernando Lobo es Alex Palacio.
- Reynaldo Melara es Jorge Castro.
- Lourdes Pineda es Johana Ríos.
- Víctor Manuel Pineda es Alejandro Portillo.
- Maritza Perdomo es Leyla Velásquez.
- Pascal Weiss es Alberto de León.